# Alvin and the Chipmunks: The Road Chip
Alvin and the Chipmunks: The Road Chip (Alvin y las ardillas: aventura sobre ruedas en Hispanoamérica, y Alvin y las Ardillas: Fiesta sobre ruedas en España), también conocida como Alvin y las ardillas 4, es una película infantil estadounidense de comedia dirigida por Walt Becker y escrita por Randi Mayem Singer y Adam Sztykiel. La película es la cuarta y última entrega de la serie de películas Alvin y las ardillas, y está protagonizada por Jason Lee, Tony Hale, Kimberly Williams-Paisley, Josh Green y Bella Thorne, con las voces de Justin Long, Matthew Gray Gubler, Jesse McCartney, Kaley Cuoco, Anna Faris y Christina Applegate. La cinta estaba programada para ser estrenada el 23 de diciembre de 2015, pero la fecha fue cambiada al 18 de diciembre de ese año en Turquía por 20th Century Fox.

## Argumento
Cuatro años después del viaje a los Premios Internacionales, Alvin, Simon, Theodore, Brittany, Jeanette y Eleanor organizaron una fiesta sorpresa de cumpleaños para Dave que también sirve como una fiesta de buena suerte y despedida para las Chipettes, que están programadas para ser jueces invitados en American Idol. Alvin invita y contrata a muchas personas y celebridades para consternación de Simon antes de que Dave regrese a casa insatisfecho. Sin embargo, Dave acepta llevarlos al minigolf y conocer a Samantha, la mujer con la que ha estado saliendo durante los últimos meses. Mientras que a las Ardillas les gusta Samantha, su hijo Miles es un matón que abusa físicamente del trío. Más tarde, las Ardillas encuentran un anillo de compromiso en una bolsa que Dave trajo a casa y creen que le propondrá matrimonio a Samantha. Al darse cuenta con horror de que Dave y Samantha se casarían convertiría a Miles en su hermanastro, intentan robar el anillo, pero no tienen éxito.
Dave tiene que producir un disco para la artista pop emergente Ashley Gray en Miami, y decide llevar a Samantha con él. Las Ardillas y Miles se quedan juntos, pero acuerdan dirigirse a Miami para sabotear la supuesta propuesta. Las Ardillas drogan a tres ardillas y las visten con sus ropas para engañar a su vecina, la Sra. Price, quien tiene dificultades para ver, a quien se le pidió que las cuidara. Las Ardillas viajan en un avión, pero Theodore deja escapar un mono, que luego suelta a varios animales que provocan un aterrizaje de emergencia y provocan la ira del inescrupuloso Mariscal del Aire James Suggs, quien revela tener rencor contra las Ardillas porque su novia lo dejó por estar tan interesado en ellos en ese momento, eliminando efectivamente su oportunidad de convertirse en un agente del FBI. Para vengarse de ellos, los pone en la Lista de Prohibición de Vuelo.
Las ardillas actúan en un bar, pero Suggs las atrapa. Sin embargo, se produce una pelea en un bar y las ardillas escapan y se suben a un taxi sentados afuera. Después de que el taxista se entera de que no pueden pagarle, echa a los cuatro fuera de la cabina. Las Ardillas y Miles descansan en un árbol viejo, y él revela que su padre lo dejó cuando él tenía cinco años, lo que provocó que los cuatro se unieran y se vieran bajo diferentes luces. Recaudan dinero para tomar un autobús a Nueva Orleans y cantar "Uptown Funk" en el desfile de Mardi Gras, que llama la atención de Dave cuando se transmite por televisión en vivo y permite que las Ardillas hagan que Suggs, quien los ha seguido, se emborrache con alcohol ilegal.
Dave y Samantha se encuentran con Miles y las Ardillas en el Aeropuerto Internacional Louis Armstrong de Nueva Orleans y los castigan por lo que hicieron. Debido a que las ardillas ahora están en la lista de exclusión aérea, Dave, muy decepcionado con ellos, tiene que llevarlos él mismo. Cuando llegan a Miami, Alvin revela que robó el anillo del contenedor, arruinando así la propuesta. Sin embargo, Miles se había unido a las Ardillas durante su viaje y estaba molesto porque estaban celebrando por esto, pensando que simplemente no querían tenerlo cerca. Cruza la calle con los auriculares puestos y casi es atropellado por un automóvil, pero las Ardillas hacen girar a Theodore y empujan a Miles fuera del camino, salvándole la vida, así acuerdan devolver el anillo.
Durante la cena, Suggs alcanza a las Ardillas, pero lo atrapan en un ascensor. Miles y las ardillas le devuelven el anillo a Dave diciendo que aceptan a Samantha y Miles en la familia, pero Dave revela que nunca tuvo la intención de proponerle matrimonio a Samantha por el momento, y que el anillo pertenecía a su amigo Barry, que le estaba proponiendo matrimonio en ése momento a su novia Alice, y se queda disgustada al encontrar una menta para el aliento dentro del recipiente, que Alvin había colocado allí como reemplazo del anillo. Dave está muy decepcionado con las Ardillas, por lo que intentan compensarlo cantándole una nueva canción en la fiesta de lanzamiento con la ayuda de las Chipettes, Ashley y Miles. También le devuelven el anillo a Barry, quien vuelve a intentar su propuesta a Alice, y esta vez, Alice acepta. Habiéndolos perdonado (mientras que también se disculpó por exagerar con su política de no música, que era su castigo), Dave regresa a Los Ángeles con las Ardillas y los adopta oficialmente como sus hijos, y finalmente regresan a su hogar.
En una escena a mitad de créditos, Suggs escapa del ascensor y decide relajarse en la piscina, solo para que dos guardias de seguridad lo saquen del hotel.

## Reparto
- Jason Lee como David "Dave" Seville.[4]
- Tony Hale como el Agente James Suggs [5][6](reemplaza al antagonista de las películas anteriores, Ian Hawke, pues ambos tienen muchas cosas en común, fracasados en el trabajo, una cabeza calva, un odio hacia las ardillas y con ganas de atraparlas).
- Kimberly Williams-Paisley como Samantha.[4]
- Josh Green como Miles.[7]
- Bella Thorne como Ashley Grey.[8]
- Eddie Steeples como Barry.
- Maxie McClintock como Alice.
- Retta como la organizadora de la fiesta.
- Uzo Aduba como el oficial de la TSA.
- Mark Jeffrey Miller como el conductor del taxi.
- RedFoo (cameo) como el DJ de la fiesta/el mismo.[9]
- John Waters (cameo) como el pasajero de primera clase.[10][11]
- Jennifer Coolidge (cameo) como Srta. Price[11]
- Laura Marano (cameo) como la niñera del hotel.[12]

### Reparto de voces
- Justin Long como Alvin Seville, líder de las Ardillas.[13]
- Matthew Gray Gubler como Simon Seville, miembro de las Ardillas.[4]
- Jesse McCartney como Theodore Seville, miembro de las Ardillas.[4]
- Christina Applegate como Brittany Miller, líder de las Chipettes.[14]
- Anna Faris como Jeanette Miller, miembro de las Chipettes.[14]
- Kaley Cuoco como Eleanor Miller, miembro de las Chipettes.[14]  Anteriormente la voz era de Amy Poehler en las dos películas anteriores.

## Producción

### Desarrollo
En junio de 2013, 20th Century Fox anunció que una cuarta entrega, Alvin y las ardillas 4, sería lanzado el 11 de diciembre de 2015. En agosto de 2014, Randi Mayem Singer firmó un contrato para escribir la cuarta entrega. El 18 de diciembre de 2014, se anunció que Walt Becker firmó un contrato para dirigir y que la película iba a ser estrenada el 23 de diciembre de 2015. También se anunció que la película se titularía Alvin and the Chipmunks: The Road Chip. En febrero de 2015, Tony Hale se había unido al reparto. El 10 de marzo de 2015, Kimberly Williams-Paisley se unió al elenco y el 23 de marzo de 2015 se confirmó que Bella Thorne formaría parte del elenco.

### Rodaje
La fotografía principal inicio el 16 de marzo de 2015. El rodaje finalizó el 20 de mayo de 2015.

## Recepción

### Taquilla
Hasta el 23 de marzo de 2016 Alvin and the Chipmunks: The Road Chip ha recaudado 84,5 millones de dólares en Estados Unidos y 145,5 millones en otros territorios, para un total mundial de 231 millones de dólares, frente a un presupuesto de 90 millones.
En Estados Unidos y Canadá, The Road Chip fue estrenada el 18 de diciembre de 2015 en un total de 3.653 cines, junto a Sisters y Star Wars: Episodio VII - El despertar de la Fuerza y según los analistas de taquilla los balances de apertura resultaron perjudicados por estos. La película recaudado 4,1 millones en su primer día y 14,3 millones en su primer fin de semana, acabando en segundo lugar en la taquilla detrás de Star Wars: Episodio VII - El despertar de la Fuerza (248 millones de dólares).

### Crítica
En Rotten Tomatoes, la película tiene una calificación de 16 %, basado en 61 críticas, con una calificación media de 3,5/10. El consenso crítico del sitio dice: «De alguna manera, Alvin y las Ardillas 4: Aventura Sobre Ruedas es una ligera mejora con respecto a las películas anteriores, pero de ninguna manera es una recomendación». Metacritic da a la película una puntuación de 33 sobre 100, basado en 21 críticas profesionales, indicando «críticas generalmente desfavorables». En CinemaScore, el público dio a la película una calificación promedio de «A–» en una escala de A+ a F.

## Lanzamientos en DVD y en Blu-ray
Los lanzamientos de la película en DVD y en Blu-ray fueron realizados el 15 de marzo de 2016.

## Música
Mark Mothersbaugh, quien previamente trabajó en Alvin y las ardillas 3, volvió a participar en esta cuarta Entrega.

## Banda sonora
Alvin and the Chipmunks: The Road Chip: Original Motion Picture Soundtrack es la banda sonora basada en la película. Fue lanzado el 11 de diciembre de 2015, por Republic Records.
| N.º | Título                      | Escritor(es) | Intérpretes(s)                   | Duración |  |
| 1.  | «Juicy Wiggle (Munk Remix)» | Madeleine St. John | Redfoo (featuring The Chipmunks) | 3:50     |  |
| 2.  | «Conga»                     | Enrique E. García | The Chipmunks                    | 3:16     |  |
| 3.  | «Oh My Love»                | Eddie Anthony, Edan Dover | The Score                        | 3:37     |  |
| 4.  | «South Side»                | Thomas Rhett, Jesse Frasure, Chris Stapleton                                                                                            | The Chipmunks                    | 2:27     |  |
| 5.  | «Iko Iko»                   | James Crawford, Barbara Hawkins, Rosa Hawkins, Joan Johnson                                                                             | The Chipmunks                    | 2:00     |  |
| 6.  | «Uptown Funk»               | Jeff Bhasker, Philip Lawrence, Bruno Mars, Mark Ronson, Nicholas Williams, Devon Gallaspy, Lonnie Simmons, The Gap Band, Rudolph Taylor | The Chipmunks                    | 4:30     |  |
| 7.  | «Geronimo»                  | Jay Bovino, Amy Sheppard, George Sheppard                                                                                               | Sheppard                         | 3:37     |  |
| 8.  | «Turn Down for What»        | DJ Snake | The Chipmunks                    | 3:34     |  |
| 9.  | «Home»                      | Alana Da Fonseca, Jordan Yaeger, Jason Gleed, Bryan Spytzer                                                                             | The Chipmunks and The Chipettes  | 3:04     |  |

## Reconocimientos
| Premio                            | Categoría                            | Nominación      | Resultado |
| --------------------------------- | ------------------------------------ | --------------- | --------- |
| Premios Golden Raspberry          | Peor Actor de Reparto                | Jason Lee       | Nominado  |
| Premios Golden Raspberry          | Peor Actor de Reparto                | Kaley Cuoco     | Ganador   |
| Premios Golden Raspberry          | Peor Precuela, Remake o secuela      |                 | Nominado  |
| Nickelodeon's Kids' Choice Awards | Película Animada Favorita            |                 | Nominado  |
| Nickelodeon's Kids' Choice Awards | Voz favorita de una película animada | Justin Long     | Nominado  |
| Película Animada Favorita         | Nueva Mejor Actriz                   | Bella Thorne    | Ganadora  |
| Película Animada Favorita         | Voz favorita de una película animada | Jesse McCartney | Ganador   |